# کمپو بونیتو (آریزونا)
کمپو بونیتو (به انگلیسی: Campo Bonito) یک منطقهٔ مسکونی در ایالات متحده آمریکا است که در شهرستان پاینال، آریزونا واقع شده‌است. کمپو بونیتو ۱۰٫۴۰ کیلومتر مربع مساحت و ۳۹٬۵۴۰ نفر جمعیت دارد.